# Catena Sumner

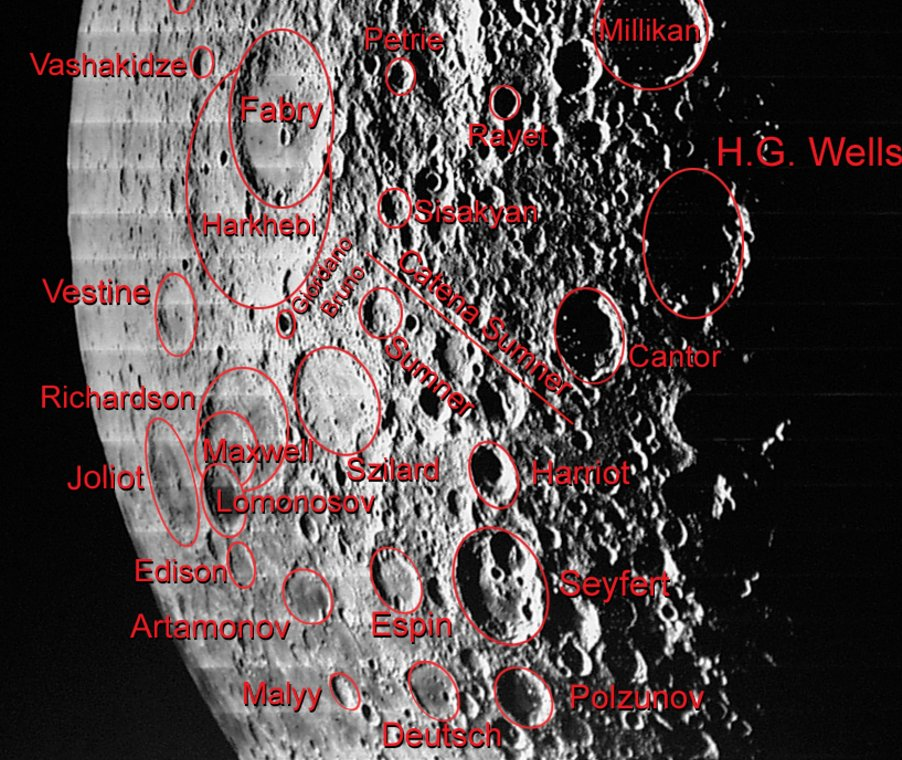
Localización de la catena, al norte del cráter Sumner (Imagen Lunar Orbiter)

Catena Sumner es una cadena de cráteres lunares de impacto notablemente rectilínea que se extiende entre el norte del cráter Sumner, del que toma el nombre, hasta el sur del cráter Cantor, con una longitud aproximada de 220 kilómetros. Sus coordenadas características son:
   * Centro de la catena: 37°53′N 111°55′E / 37.89, 111.91

   * Extremo noroeste: 39°34′N 107°51′E / 39.57, 107.85

   * Extremo sureste: 36°12′N 115°59′E / 36.2, 115.98

La catena tiene rumbo sureste, con el punto más próximo a Sumner al noroeste, y el extremo próximo a Cantor al sureste.
Su denominación es un reconocimiento al marino mercante estadounidense Thomas Hubbard Sumner (1807-1876), que desarrolló el método de navegación astronómica que lleva su nombre.